# شبکه همتا به همتا پیشرفته آی بی ام
شبکه‌ همتا به همتای پیشرفته آی‌بی‌ام (APPN) توسعه‌ای برای معماری شبکه‌های سیستمی (SNA) است که به رایانه‌های بزرگ و کوچک اجازه می‌دهد تا به‌عنوان همتا در شبکه‌های محلی و گسترده ارتباط برقرار کنند.

## اهداف و ویژگی ها
اهداف شبکه همتا به همتای پیشرفته آی‌بی‌ام(APPN) عبارت بودند از:
- مسیریابی موثری برای ترافیک SNA فراهم شود
- اجازه داده‌ شود نشست‌ها بدون دخالت رایانه مرکزی ایجاد شوند
- الزامات برای پیش بینی استفاده از منابع را کاهش داده شود
- اولویت بندی در ترافیک SNA ارائه شود
- از ترافیک قدیمی و APPN پشتیبانی کند

برای دستیابی به این اهداف شبکه شامل ویژگی‌های زیر است:
- کنترل شبکه توزیع شده
- تبادل پویا اطلاعات توپولوژی شبکه برای سهولت اتصال، پیکربندی مجدد و انتخاب مسیر
- تعریف پویا از منابع شبکه
- ثبت خودکار منابع و جستجوی دایرکتوری

## تاریخچه
APPN در حدود سال 1986 تعریف شد، و به منظور تکمیل معماری شبکه سیستم های IBM بود، که به عنوان یک ساده سازی طراحی شده بود، اما مشخص شد که به طور قابل توجهی پیچیده است، به ویژه در موقعیت های مهاجرت. APPN در ابتدا قرار بود یک "قاتل DECNET " باشد، اما DEC در واقع قبل از تکمیل APPN مرد. APPN تا حد زیادی توسط TCP/IP (اینترنت) جایگزین شده است.
APPN تکامل یافت تا شامل یک لایه مسیریابی داده کارآمدتر باشد که به آن مسیریابی با عملکرد بالا (HPR) می‌گویند.  HPR در اواخر دهه 1990 در میان طیف وسیعی از محصولات شبکه شرکت های سازمانی در دسترس قرار گرفت، اما امروزه معمولاً تنها در محیط های z/OS IBM به عنوان جایگزینی برای شبکه های SNA قدیمی استفاده می شود. به نظر می رسد هنوز به طور گسترده در تونل های UDP استفاده می شود، این فناوری به عنوان توسعه دهنده سازمانی(Enterprise Extender) شناخته می شود. 
APPN نباید با نام مشابه APPC (ارتباط پیشرفته برنامه به برنامه) اشتباه گرفته شود. APPN ارتباطات بین ماشین ها از جمله مسیریابی را مدیریت می کند و در لایه های انتقال و شبکه عمل می کند. در مقابل، APPC ارتباط بین برنامه‌ها را مدیریت می‌کند که در لایه‌های کاربرد و ارائه کار می‌کنند.
APPN هیچ ارتباطی با نرم افزارهای اشتراک گذاری فایل همتا به همتا مانند Bittorrent یا emule ندارد. تعیین همتا به همتا در مورد APPN به استقلال آن از یک نقطه کنترل مرکزی اشاره دارد، شبیه به روشی که اتصال رایانه شخصی FireWire به دوربین ویدیویی اجازه می دهد تا مستقیماً با یک درایو دیسک در شبکه FireWire صحبت کند.

## اجزاء
یک شبکه APPN می تواند از پنج نوع گره تشکیل شده باشد: 
| گره شبکه(NN)         | روتر APPN |
| گره پایانی(EN)       | میزبان برنامه |
| گره کم ورودی(LEN)    | گره همتای اصلی که " ارتباط بین دو گره را با مداخله VTAM امکان پذیر می‌کند."                                                                           |
| گره شبکه ترکیبی(CNN) | گره VTAM/NCP |
| گره شبکه شعب(BrNN)   | "به عنوان یک گره پایانی برای یک گره شبکه بالادست ظاهر می‌شود در حالی که خدمات گره شبکه را برای گره پایانی‌ها و گره‌های کم ورودی پایین دست ارائه می‌دهد." |

در VTAM، گره های APPN به عنوان PU 2.1 تعریف می شوند. 

## پشتیبانی دستگاه
APPN بر روی انواع دستگاه ها و نرم افزارهای "هوشمند" IBM و غیر IBM پشتیبانی می شود. این در رایانه های اصلی، AS/400، System/36، OS/2 از طریق سرور ارتباطات،  تجهیزات سیسکو،  و Microsoft Host Integration Services (HIS) برای ویندوز در دسترس است. 